# 을화 (영화)
"을화"는 1979년 공개된 대한민국의 영화이다. 김동리가 지은 동명의 소설을 원작으로 하여 제작되었다.

## 배역
- 김지미
- 정애란
- 백일섭
- 이순재
- 이대엽
- 주혜경
- 유장현
- 김석옥
- 장정욱
- 장훈
- 지방열
- 박종설
- 김신명
- 김경란
- 권일정
- 유송이
- 박부양
- 주일몽
- 김나나

## 수상
- 1979년 제18회 대종상
  - 여우조연상 - 정애란